# Дитина Бена
«Дитина Бена» (англ. Ben's Kid) — американська короткометражна кінокомедія Френсіса Боггса 1909 року. Цей фільм став дебютним для великого коміка Роско Арбакла.

## У ролях
- Том Санчі
- Гаррі Тодд
- Роско «Товстун» Арбакл